# Henrique Fernandes Magro
Henrique Fernandes Magro (1110 -?) ou Henrique Fernandes de Toledo, "o Magro", foi um aristocrata português. Foi Senhor do Couto de Portocarreiro e de muitos bens ligados a vastas extensões territoriais na localidade de Sever do Vouga e Cambra. As origens de Henrique de Toledo encontram-se nos descendente dos Senhores de Marnel, sendo por eles, descendente dos senhores do antigo Condado de Coimbra e da família real leonesa.

## Relações familiares
Era irmão mais novo de D. Elvira Fernandes de Toledo, segunda mulher, sem geração, que foi do conde D. Mem Viegas de Sousa.
Era filho de Fernando Afonso de Toledo, Conde de Toledo e de Urraca Viegas de Marnel, filha de Gonçalo Eris de Marnel e de Onega Romarigues. Casou em 1155 com Ouroana Reimão de Portocarreiro (1150 -?) filha de D. Raimundo Garcia de Portocarreiro (1100 -?) e de Gontinha Nunes de Azevedo, de quem teve:
1. João Henriques de Portocarreiro (1152 - 20 de Julho de 1234) casou com Mor Viegas Coronel de Sequeira (1175 -?), filha de Egas Pires Coronel (1166 -?) e de Ines Martins Anaia.
2. Sancha Henriques de Portocarreiro casou por duas vezes, a primeira com D. Rui Gonçalves Pereira (1170 -?) e a segunda com D. Paio Soares "Romeu",
3. Egas Henriques Portocarreiro (? - c. 1146), casou com D. Teresa Gonçalves de Curveira,
4. Urraca Henriques de Portocarreiro (1170 -?) casou com Gueda Gomes Guedeão (1110 -?), filha de Gomes Mendes Guedeão (1070 -?) e de D. Chamôa Gomes Mendes de Sousa (1085 -?).